# Marjan De Schutter
Marjan De Schutter (1988) is een Belgische theater- en tv-actrice. Zij is afkomstig uit Zandhoven.

## Levensloop
Marjan studeerde aan het RITCS in Brussel en volgde een opleiding Klassieke Zang aan het Conservatorium Antwerpen.
De actrice was in het theater te zien in verschillende stukken zoals; onder andere De Kafka’s van Theater Antigone, Memento Park van Steigeisen & KVS en Wijven van het gezelschap Onroerend Goed.
In 2012 speelde Marjan De Schutter een rol als Clara in de Belgische langspeelfilm Little Black Spiders. Hiervoor werd ze genomineerd voor een Ensor als “Beste actrice in een bijrol” op het filmfestival van Oostende.
De actrice speelde haar eerste grote rol als Indina Vierendeels in Albatros. Deze achtdelige fictiereeks werd uitgezonden op Canvas in het voorjaar van 2021. Hiervoor maakte ze samen met Lennert Coorevits de single 'Een eigen huis (Alles... gelukkig maken)'.
Eerder speelde ze bijrollen in verschillende Vlaamse series; onder andere in Zone Stad, Generatie B, Professor T. en Gent-West.